# هجوم الصليب الأحمر الإلكتروني
هجوم الصليب الأحمر الإلكتروني في 20 يناير 2022 وجهت اللجنة الدولية للصليب الأحمر نداءً إلى المتسللين الذين سرقوا بيانات خاصة قائلة إنهم سيتحدثون «بشكل مباشر وسري» إلى المسؤولين عن الهجوم. كان المتسللون قد سرقوا بيانات خاصة عن أكثر من 515.000 شخص ضعيف من 60 جمعية للصليب الأحمر والهلال الأحمر على الأقل. لا يوجد دليل حتى الآن على تسرب البيانات، لكن اللجنة الدولية للصليب الأحمر قالت إن أكبر مخاوفها كانت الخطر الذي يمثله كشف البيانات.
كان الهجوم يستهدف مقاولًا سويسريًا يقوم بتخزين البيانات.
لم يتم التعرف على الجناة.

## التأثير
أوقفت اللجنة الدولية للصليب الأحمر الوصول إلى أنظمة الكمبيوتر المعرضة للخطر والتي تعد جزءًا من برنامج «إعادة الروابط العائلية»، والذي تم استهدافه في الهجوم. قال متحدث باسم اللجنة «سنبذل قصارى جهدنا لضمان بعض استمرارية الأعمال واستئناف الخدمات في أقرب وقت ممكن».